# Cartaletis nigriventris
Cartaletis nigriventris là một loài bướm đêm trong họ Geometridae.